# 要島
要島（英語：Kaname Island），是南極洲的島嶼，位於毛德皇后地的哈拉爾王子海岸，處於帕達島西北面40公里的呂佐夫-霍爾姆灣，現時由南極條約體系管理。